# Vincent De Haître
Vincent De Haître (ur. 16 czerwca 1994 w Cumberland) – kanadyjski łyżwiarz szybki, srebrny medalista mistrzostw świata.
Największy sukces w karierze osiągnął w 2017 roku, kiedy podczas dystansowych mistrzostw świata w Gangneung zdobył srebrny medal w biegu na 1000 m. W zawodach tych rozdzielił dwóch Holendrów: Kjelda Nuisa i Kaia Verbija. Na tej samej imprezie był też czwarty w biegu na 1500 m, przegrywając walkę o podium z kolejnym Holendrem, Svenem Kramerem. W 2014 roku wystąpił na zimowych igrzyskach olimpijskich w Soczi, gdzie zajął 20. miejsce w biegu na 1000 metrów i 33. miejsce na 1500 m. Na podium zawodów Pucharu Świata po raz pierwszy stanął 21 marca 2015 roku w Erfurcie, gdzie zajął trzecie miejsce na dystansie 1000 m. Wyprzedzili go jedynie jego rodak, Denny Morrison oraz Kjeld Nuis. W sezonie 2016/2017 zajął drugie miejsce w klasyfikacji końcowej 1000 m.